# Перушич (город)
Перушич (хорв. Perušić) — город в центральной Хорватии, на территории Личко-Сеньской жупании, в исторической области Лика, центр одноименной общины, население которой по переписи 2011 составило 2638 жителей. Население, непосредственно, города насчитывает 852 человека (2011 год).

## География
Город Перушич расположен в юго-восточной части Лики, на высоте 575—600 метров, в долине реки Лика, в поле, огражденном холмами с запада от Клиса и железнодорожной веткой с востока от Старого города Перушича (хорв. Stari grad Perušića), именуемого также «городище» (хорв. Gradina).
Перушич соединен с основными автодорогами страны, включая дорогу государственного значения D50 (с Оточаца до Госпича) и автостраду Загреб—Сплит. Главная железнодорожная линия MP11 соединяет город с Загребом и Сплитом.

## История

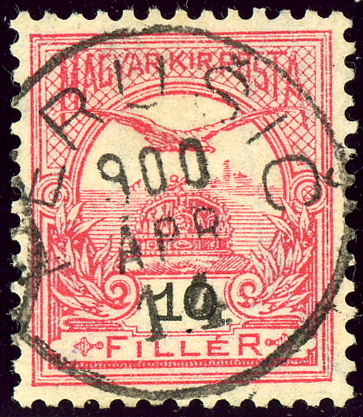
Марка Королевства Венгрия, погашена в Перушиче, 1900 года

Местность была населена с первобытных времен. На пути к Оточацу были найдены артефакты каменного века, и еще большое количество находок бронзового века, включая находки VIII и IX веков. В лесу Беговача находится древнеримский монолит, на котором выгравировано решение в споре за воду между иллирийскими племенами.
Перушич приобрел черты полноценного поселения в XVI веке, когда оказался на рубеже между Османской империей и европейскими державами. Основанный Домиником и Гашпаром Перушичами.
Когда в Столетней хорватско-османской войне турки завоевали Лику и Крбаву (около 1527 г.), укрепление Перушич стало основным опорным пунктом турецкой Лики. Это была граница между тремя империями: Габсбургской монархией, включая остатки Венгерско-хорватской унии, Венецианской республикой и Османской империей — место ведения постоянных войн. Освобождение от турецкого ига в Лике началось в 1685 году.
Впоследствии Перушич оказался под властью Австрийской империи, а после Австро-венгерского соглашения с 1867 и до 1918 года принадлежал Королевству Хорватии и Славонии.
Во время войны в Хорватии (1991—1995) Перушич был прифронтовой зоной. Даже после стабилизации ситуации на полях сражений и международного признания Хорватии, в Перушиче случались военные столкновения.

## Культура
Согласно историческим документам, Перушич можно назвать колыбелью хорватской грамотности. После создания в соседней деревне Косинь печатной машинки, была напечатана, одна из старейших печатных книг в Хорватии и Европе (хорв: Misal po zakonu rimskoga dvora), с многочисленными иллюстрациями. Книга была напечатана в 1483 году, всего через 28 лет после Библии Гутенберга.

## Экономика
Община Перушич — одна из беднейших в Хорватии, население которой постоянно сокращается. Основные виды хозяйственной деятельности — земледелие и другие отрасли сельского хозяйства. Некоторые поселения построены на склонах холмов из-за частых подтоплений.

## Достопримечательности
- Пещерный парк Грабовача.[6]
- Крушчицкое водохранилище.
- Косинский мост.